# Chiesa dei Santi Cornelio e Cipriano (Serra Riccò)
La chiesa dei Santi Cornelio e Cipriano è un luogo di culto cattolico situato nella frazione di San Cipriano, in via Domenico Carli, nel comune di Serra Riccò nella città metropolitana di Genova. La chiesa è sede della parrocchia omonima del vicariato di Pontedecimo-Mignanego dell'arcidiocesi di Genova.

## Storia e descrizione

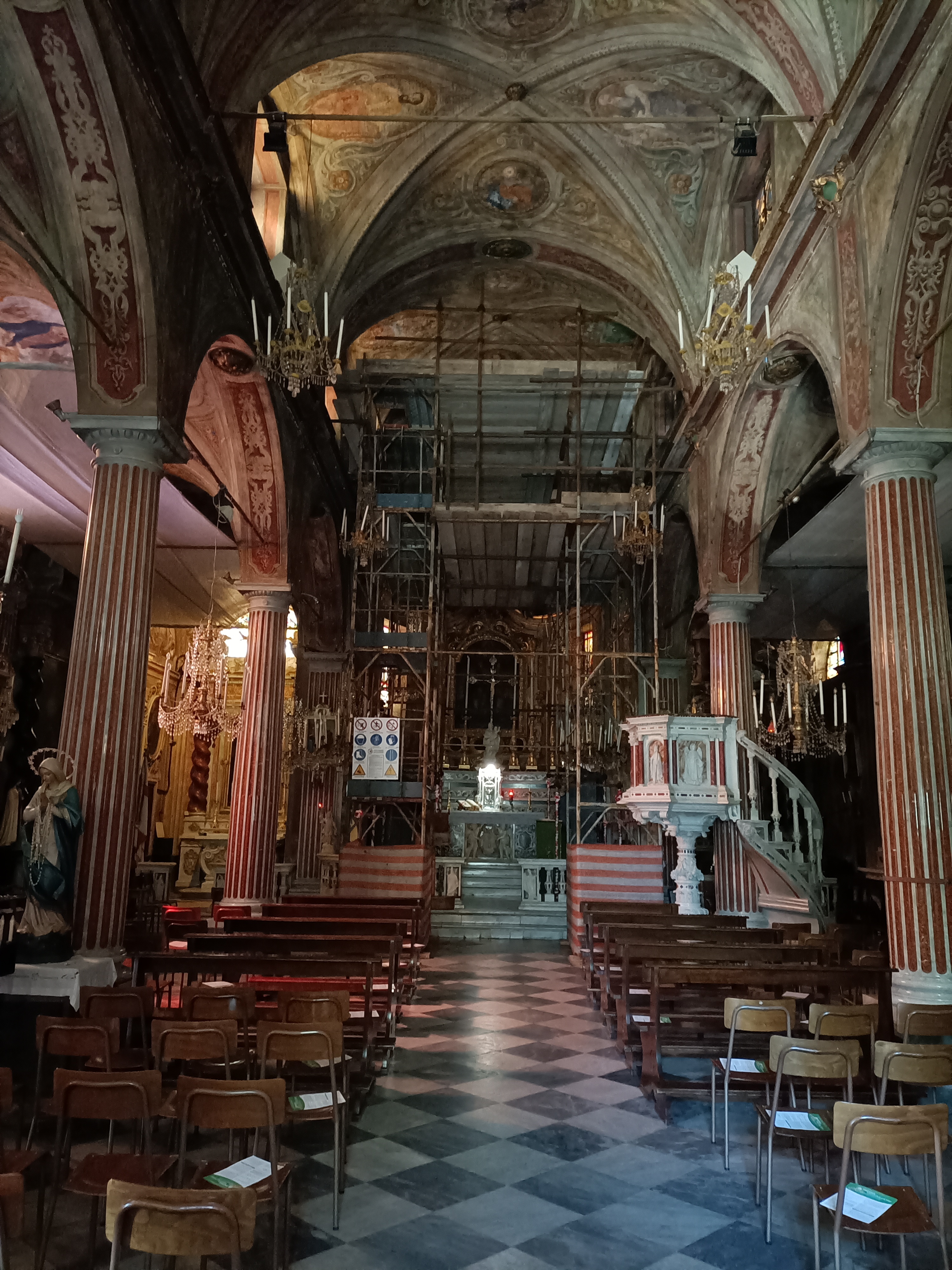
L'interno

La parrocchiale di San Cipriano, risalente secondo la tradizione al IX secolo, anche se internamente rifatta in stile barocco tradisce con il suo campanile romanico l'origine medievale e conserva i segni dei numerosi restauri ed ampliamenti subiti nel tempo (i lavori più importanti furono eseguiti nel XVII secolo) con affreschi, stucchi e marmi di pregio, oltre all'artistico organo e alle statuine del presepe genovese attribuite alla scuola del Maragliano.
Il polittico sull'altare, eseguito alla metà del Cinquecento è opera di Giovanni Cambiaso e del più celebre figlio Luca, all'epoca, non ancora ventenne, agli inizi della sua carriera artistica. Il polittico, composto da varie tavole, raffigura episodi della vita dei Santi Cornelio papa e Cipriano vescovo.
La prima memoria storica della chiesa risale al 1143, quando come molte altre chiese del Genovesato è citata nel Registro Arcivescovile delle decime della diocesi di Genova e a quell'epoca la sua giurisdizione si estendeva a gran parte degli attuali comuni di Serra Riccò e Mignanego.
Il campanile in stile romanico-gotico, alto 32 metri, risale all'XI secolo e si ritiene che sia stato eretto sul basamento di una torre d'avvistamento del già citato sistema difensivo.
Nel XV secolo fu alzato, costruendo la cuspide. Nel corso dei secoli fu più volte restaurato e le campane dalle due iniziali sono state aumentate fino alle attuali otto.
La chiesa fu consacrata nel 1904 da monsignor Edoardo Pulciano, arcivescovo di Genova.
Il presepe genovese, meta di numerosi visitatori nel periodo natalizio, viene allestito all'interno della chiesa, dietro l'altare maggiore.
È composto di numerose figure di scuola genovese, eseguite tra il XVIII e il XIX secolo, le più antiche delle quali attribuite alla scuola del Maragliano e rappresenta scene di vita contadina ambientate nel tipico paesaggio locale. Le statuine furono rubate nel 1987 e recuperate dai carabinieri di Genova nel 1995.